# 糸賀舜
糸賀 舜（いとが しゅん、7月26日 - ）は、北海道放送（HBC）のアナウンサー。

## 人物
北海道札幌市出身。 札幌日本大学高等学校時代には放送部に所属し、第63回NHK杯全国高校放送コンテスト北海道大会朗読部門最優秀賞に選ばれた。 同志社大学商学部卒業。
関西アナウンススクール出身。同期入社の堀内美里は中高の同級生。趣味は「ドライブ」や「道の駅めぐり」、「乗馬」など。

## 現在の担当番組
テレビ
- グッチーな!
- サンデーDokiっと!
- HBCニュース（定時ニュース）

ラジオ
- グッチーのGood Friday!
- ウチらの時代